# 毛主席著作學習室
毛主席著作學習室位於四川省綿陽市三台縣，文物遺址年代判定為1960-1978年。2012年7月16日公佈為第八批四川省文物保護單位。
毛主席著作學習室位於四川省綿陽市三台縣柳池鎮清溪村四隊土橋溝。該學習室為本地地主鄧大原的住宅，四合院佈局，現存正房三間、南北耳房各一間，建築面積174.44平方米，占地面積約500平方米。上世紀六十年代為了貫徹執行“以階級鬥爭為綱”，強調階級鬥爭要“年年講、月月講、天天講”，從上到下掀起了“農業學大寨、工業學大慶、全國學習解放軍”的熱潮。該村把此處專門辦成了學習毛泽东著作的學習室，直至上世紀七十年代末期。至今仍完整的保存了當時在牆壁上的紅色標語、毛主席語錄及學習專刊等。2010年，毛主席著作學習室被三台縣人民政府公佈為縣級文物保護單位。